# Зарябинский сельский совет (Харьковская область)
Зарябинский сельский совет — входит в состав Богодуховского района Харьковской области Украины.
Административный центр сельского совета находится в селе Зарябинка
.

## История
- 1919 — дата образования.

## Населённые пункты совета
- село Зарябинка
- село Леськовка